# 19563 Бржезінська
19563 Бржезінська (19563 Brzezinska) — астероїд головного поясу, відкритий 14 травня 1999 року.
Тіссеранів параметр щодо Юпітера — 3,600.